# Al'bert Kuvezin
Al'bert Budačievič Kuvezin (in russo Альберт Будачиевич Кувезин?; in tuvano Альберт Будачы-оглу Күвезин?; Kyzyl, 27 novembre 1965) è un cantante e chitarrista russo di origine tuvana.
Kuvezin è stato uno dei membri fondatori del gruppo folk Huun-Huur-Tu, ed il fondatore e leader del gruppo folk/rock/electro/post punk Yat-Kha. È noto per il suo stile vocale unico, nello stile tuvano kargyraa di canto armonico, che egli chiama kanzat kargyraa.
Oltre ai suoi impegni con gli Yat-Kha, Kuvezin ha contribuito agli album di Alisa (Duren, 1997), Susheela Raman e Värttinä.